# Dinah Lee Küng
Dinah Lee Küng (* Detroit, Michigan, Vereinigte Staaten) ist eine amerikanische Schriftstellerin.

## Leben
Dinah Lee Küng war 20 Jahre als Auslandskorrespondentin für Bloomberg Business, The Economist, The Washington Post und International New York Times im Fernen Osten tätig. Für ihre journalistische Arbeit wurde sie 1985 mit dem Kearny Foundation Award for Asian Journalism ausgezeichnet, ihre Arbeit über die Menschenrechtssituation in China wurde 1991 mit dem Eric-and-Amy-Burger-Preis des Overseas Press Club gewürdigt. 
Im Rahmen ihrer journalistischen Tätigkeit lernte sie in Hongkong ihren Mann Peter Küng kennen, der damals für das Internationale Rote Kreuz arbeitete. Dinah Lee Küng hat drei Kinder, die in Hongkong und New York zur Welt kamen. 
Heute lebt die Autorin in der Nähe von Genf in der Schweiz. Ihr Roman Ein Besuch von Monsieur Voltaire wurde 2004 für den Orange Price for Fiction nominiert. Ihr 3-aktiges Bühnenstück Dear Mr Rogge gewann 2009 den „International Playwriting Contest“ des BBC World Service.

## Werke
Als bisher einziges Werk von Küng wurde ihr Roman A Visit From Voltaire unter dem Titel Ein Besuch von Monsieur Voltaire ins Deutsche übersetzt und im Verlag Page & Turner (Goldmann Verlag) veröffentlicht.
- Left in the Care of .... Carroll & Graf Publishers Inc, 1998, ISBN 978-0-786-70494-1.
- Under Their Skin. Halban Publishers, 2006, ISBN 978-1-870-01596-7.
- Ein Besuch von Monsieur Voltaire: Roman. Page & Turner, München 2007, ISBN 978-3-442-46042-7.
- Love and the Art of War. Eyes and Ears Editions, 2012, ISBN 978-2-9700748-8-5.
- Dear Mr Rogge. Eyes and Ears Editions, 2012.
- On the Back Lot of Life. Eyes and Ears Editions, 2014, Kindle-Edition.